# Lathyrus torreyi
Lathyrus torreyi är en ärtväxtart som beskrevs av Asa Gray. Lathyrus torreyi ingår i släktet vialer, och familjen ärtväxter. Inga underarter finns listade i Catalogue of Life.